# 城中街道 (莎车县)
城中街道是中华人民共和国新疆维吾尔自治区喀什地区莎车县下辖的一个街道办事处。

## 行政区划
城中街道下辖以下村级行政区划单位：
安宁社区、其乃巴格社区、和平社区、巴格恰阿力迪社区、巴格麦力社区、东南社区、协海尔巴格社区、栏杆社区。